# Јован Албанез
Јован Албанез (умро око 1732) је био официр српског порекла у руској војсци.
Он је у првој половини 18. века предводио прву групу насељеника из Војне границе Хабзбуршке монархије у Руску Империју. Надимак "Албанез" носио је јер је дошао из Османске Албаније.

## Биографија
Рођен је у другој половини 17. века у Подгорици као Мојсије Митановић. Најпре је био православни монах, па се прихватио оружја.
Српска милиција укинута је током Ракоцијевог устанка (1703—1711) те су се Срби окренули православној Русији као новом ослободиоцу од турске владавине. Пре почетка Руско-турског рата (1710—1711), Петар Велики је позвао Србе да се прикључе руским снагама. Албанез је отпутовао у Санкт Петербург на челу црногорске делегације која је послата 1711. године, заједно са војводом Славујом Ђаковићем. Делегацију је послао митрополит Данило. Руски капетан Иван Лукачевић и пуковник Михаил Милорадовић послати су у Црну Гору са позивом на устанак против Турака. Била је то прва руска делегација у Црној Гори. Организоване су тада и ратне операције (нпр. напад на Никшић).
Руски цар Петар се уверио 1711. године у јунаштво Србина Албанеза, током експедиције у Молдавији, над реком Прут. Капетан Јован Албанез предводио је једну мању јединицу "жолнира", у чијем су саставу преовлађивали Срби војници. Уверивши се у карактер и верност српских војника одлучио је да створи читав један пук војске састављен од Срба.
Руски цар одлучио је да прошири ову српску јединицу и претвори је у посебан српски пук. Дана 23. октобра 1723. године издао је сада мајору Албанезу "позивну грамату". Послао је са њом Албанеза у Поморишку и Потиску аустријску Војну крајину, како би врбовао српске официре. Албанез је носио позивно писмо руског цара од 23. октобра 1723. године. Сваком војнику гарантовано је обрадиво земљиште уколико се насели са супругом и децом. Они који би емигрирали са већом групом људи обећаване су додатне привилегије. Албанез је био сасвим успешан у свом послу. Он је 5. маја 1724. године пријавио да је регрутовао десет официра, укључујући и једног пуковника. Према неким изворима, 459 Срба емигрирало је у Русију те године, а 600 следеће године. Албанез је саставио и командовао српском војном јединицом. Он је 1727. године постављен за првог команданта новооснованог српског хусарског пука. У штабу пука били су још официри: капетани Јован Стојанов, Георгије Марјановић и Теодор Петров, те поручник Стефан Витковић.
Српски хусарски пук је 1729. године био стациониран у граду Тор (данас Славјанску) и околини. У саставу пука било је више од 1000 војника. Већ 1730-1731. године тај пук под Албанезовом командом се борио у Персији (данашњем Ирану).
Албанез је изгледа умро 1732. године, јер се 1733. године јавља нови командант пука Иван Стојанов.

## Види jош
- Албански пук